# Welterusten mijnheer de president
Welterusten mijnheer de president is een nummer van Boudewijn de Groot. Het verscheen in 1966 op De Groots debuutalbum en werd ook op single uitgebracht. Het protestlied is geschreven door Lennaert Nijgh (tekst) en De Groot zelf (muziek).

## Ontstaan
Het lied gaat over de oorlog in Vietnam en over de verantwoordelijkheden van de Amerikaanse president Lyndon B. Johnson. Het is een van de weinige liedjes die Nijgh schreef op verzoek van De Groot. Die had eens een gedachte laten opkomen: "Je moet iets doen met de oorlog in Vietnam". Mede dankzij dit nummer kreeg De Groot al snel het predicaat 'protestzanger' opgeplakt, waar hij zelf niet erg blij mee was. Hij beschouwde zichzelf namelijk niet als zanger van protestliedjes. Toch zong en schreef hij in die tijd meer nummers die in deze categorie passen, veelal met teksten van Nijgh, waaronder: De eeuwige soldaat, Er komen andere tijden (cover van Bob Dylan) en Apocalyps.
Het is opvallend dat De Groot zich al in 1966 uitliet over de oorlog in Vietnam, terwijl de grootschalige protesten in Europa (ook van artiesten) pas veel later, tegen het einde van de jaren 60, opkwamen.
Welterusten mijnheer de president is een van de weinige nummers uit het repertoire van De Groot die al jarenlang niet meer live worden gebracht. De zanger vindt het lied gedateerd.

## Opname
Het lied werd opgenomen in de Phonogram Studio in Hilversum. Opnameleider/muziekproducent was Tony Vos, geluidstechnicus was Albert Kos. Het gezelschap bestond uit Boudewijn de Groot (zang), Frans de Kok (orkestleider), Eddy Esser (gitaar), Wim de Vries (basgitaar) en Cees Kranenbrug jr. of Chris Dekker op drumstel.

## Hitnotering
Er zouden direct na het uitbrengen circa 25.110 exemplaren verkocht zijn. In zowel 2007 als in 2010 voerde het nummer de lijst aan in de Top 100 van de Protestsongs.

### Nederlandse Top 40
| Positie: | 32 | 23 | 15 | 11 | 11 | 10 | 9 | 11 | 16 | 23 | 28 | 31 | uit |

### Evergreen Top 1000
| Evergreen Top 1000 "Welterusten mijnheer de president" | Evergreen Top 1000 "Welterusten mijnheer de president" | Evergreen Top 1000 "Welterusten mijnheer de president" | Evergreen Top 1000 "Welterusten mijnheer de president" | Evergreen Top 1000 "Welterusten mijnheer de president" | Evergreen Top 1000 "Welterusten mijnheer de president" | Evergreen Top 1000 "Welterusten mijnheer de president" | Evergreen Top 1000 "Welterusten mijnheer de president" | Evergreen Top 1000 "Welterusten mijnheer de president" | Evergreen Top 1000 "Welterusten mijnheer de president" | Evergreen Top 1000 "Welterusten mijnheer de president" | Evergreen Top 1000 "Welterusten mijnheer de president" | Evergreen Top 1000 "Welterusten mijnheer de president" | Evergreen Top 1000 "Welterusten mijnheer de president" | Evergreen Top 1000 "Welterusten mijnheer de president" | Evergreen Top 1000 "Welterusten mijnheer de president" | Evergreen Top 1000 "Welterusten mijnheer de president" |
| Jaar                                                   | 2008                                                   | 2009                                                   | 2010                                                   | 2011                                                   | 2012                                                   | 2013                                                   | 2014                                                   | 2015                                                   | 2016                                                   | 2017                                                   | 2018                                                   | 2019                                                   | 2020                                                   | 2021                                                   | 2022                                                   | 2023                                                   |
| ------------------------------------------------------ | ------------------------------------------------------ | ------------------------------------------------------ | ------------------------------------------------------ | ------------------------------------------------------ | ------------------------------------------------------ | ------------------------------------------------------ | ------------------------------------------------------ | ------------------------------------------------------ | ------------------------------------------------------ | ------------------------------------------------------ | ------------------------------------------------------ | ------------------------------------------------------ | ------------------------------------------------------ | ------------------------------------------------------ | ------------------------------------------------------ | ------------------------------------------------------ |
| Positie                                                | 133                                                    | 81                                                     | 56                                                     | 56                                                     | 57                                                     | 180                                                    | 138                                                    | 390                                                    | 230                                                    | 223                                                    | 102                                                    | 154                                                    | 172                                                    | 265                                                    | 116                                                    | 179                                                    |

### NPO Radio 2 Top 2000
| Nummer met noteringen in de NPO Radio 2 Top 2000 | '99 | '00 | '01 | '02 | '03 | '04 | '05 | '06 | '07 | '08 | '09 | '10 | '11 | '12 | '13 | '14 | '15 | '16 | '17 | '18 | '19 | '20 | '21 | '22 | '23 | '24 |
| ------------------------------------------------ | --- | --- | --- | --- | --- | --- | --- | --- | --- | --- | --- | --- | --- | --- | --- | --- | --- | --- | --- | --- | --- | --- | --- | --- | --- | --- |
| Welterusten mijnheer de president                | 114 | 126 | 71  | 91  | 70  | 68  | 85  | 80  | 96  | 78  | 160 | 194 | 219 | 457 | 362 | 460 | 421 | 400 | 474 | 485 | 490 | 549 | 644 | 435 | 549 | 531 |

1. ↑  Een vetgedrukt getal geeft de hoogste notering aan.

## Covers
André Meurs maakte in 1967 een afwijkende versie onder de titel Welterusten, mevrouw de koningin met als B-kant Adieu van Hall, een politiek statement. Punkrockgroep De Heideroosjes coverde dit nummer in 2003, maar dan gericht aan toenmalig president George W. Bush. In 2005 nam De Dijk een eigen versie op, voor de cd Made in Holland, een album in het kader van de Muziek 10daagse. Zanger Huub van der Lubbe van De Dijk herstelt op deze uitvoering de verwijzing naar de Tien Geboden; hij zingt over "het zesde van de tien geboden".
Naar aanleiding van de uitzetting van de uit Angola afkomstige Mauro maakte op de dag van stemming in de Tweede Kamer cabaretière Claudia de Breij een parodie richting Minister voor Asiel en Immigratie Gerd Leers.
Alles wat ademt · Avond · De nachtwacht · Élégie prénatale · Het Land van Maas en Waal · Ik doe wat ik doe · Jan Klaassen de trompetter · Liefde van later · Malle Babbe · Prikkebeen · Pastorale · Strand · Testament · Verdronken vlinder · Welterusten mijnheer de president